# Acueducto romano de Sexi
El acueducto romano de Sexi se ubica en el municipio español de Almuñécar, provincia de Granada, conservándose de él varios tramos: uno en la pedanía de Torrecuevas, otro en el casco urbano de Almuñécar y otros dos restantes entre Torrecuevas y la ciudad de Almuñécar, en medio de los cultivos de árboles tropicales (chirimoyo, aguacate, mango) de la vega sexitana. Su función era la del abastecimiento de agua a la ciudad, en época del Alto Imperio romano. Se trata del acueducto romano mejor conservado de Andalucía.
En 1931 fue declarado Monumento histórico-artístico,
por lo que es Bien de Interés Cultural con categoría de Monumento.

## Descripción
El acueducto romano de Sexi contó con una longitud de 7 kilómetros aproximadamente desde el sitio conocido como las Angosturas, punto final de la captación, hasta los depósitos terminales en la ciudad. El agua transportada provenía del acuífero del río Verde y era recogida a través de una galería de infiltración que afloraba a la superficie en el sitio conocido como la Fuente de los Granados. Al finalizar la galería de captación subválvea, el agua era conducida a la ciudad por canales abovedados que operaban en régimen de lámina libre siguiendo las curvas de nivel del terreno, algunas veces casi superficial y otras enterrada a unos cuantos metros. Se hizo uso de dispositivos especiales tipo subtructiones y arcuationes para salvar depresiones cuando se consideró necesario, cuatro de estos últimos han sido estudiados en detalle por su monumentalidad. También se sabe que contó con un túnel que permitía el paso de la canalización de la cuenca del río Verde y a la del río Seco. La parte final de la conducción terminaba con un sifón invertido de 1 kilómetro de longitud realizado con tubos cerámicos y que posiblemente tenía un dispositivo de rotura de presión columnaria en su parte final. 
Parte de la antigua canalización ha seguido en funcionamiento hasta nuestros días como acequia para el riego de la rica vega sexitana, razón que explica la conservación de gran parte de sus elementos extraurbanos y que lo convierte en el acueducto romano mejor conservado de Andalucía.
Los cuatro acueductos que componen el conjunto, el de Torrecuevas y los denominados tramos I, II y III, en dirección aguas abajo del Río Seco, constituyen una obra de gran unidad. Presentan dos tipos de arcos: uno con luz normal de 4,90 metros y otro con luz reducida de 2,80 metros. Los pilares de sección cuadrada miden 1,80 por 1,80 metros y, cuando su altura rebasa los 5 metros, lo que aproximadamente supone el triple de la dimensión transversal, se enlazan entre sí mediante la intercalación de un segundo cuerpo en la zona inferior. Esta conducción encuentra semejanzas estilísticas con la de Baelo Claudia, especialmente en los arquillos de aligeramiento en los pilares, detalle poco frecuente en los acueductos romanos. Fernández Casado los fecha en el siglo I d. C., por lo que al de Almuñécar se le podría dar una cronología similar.

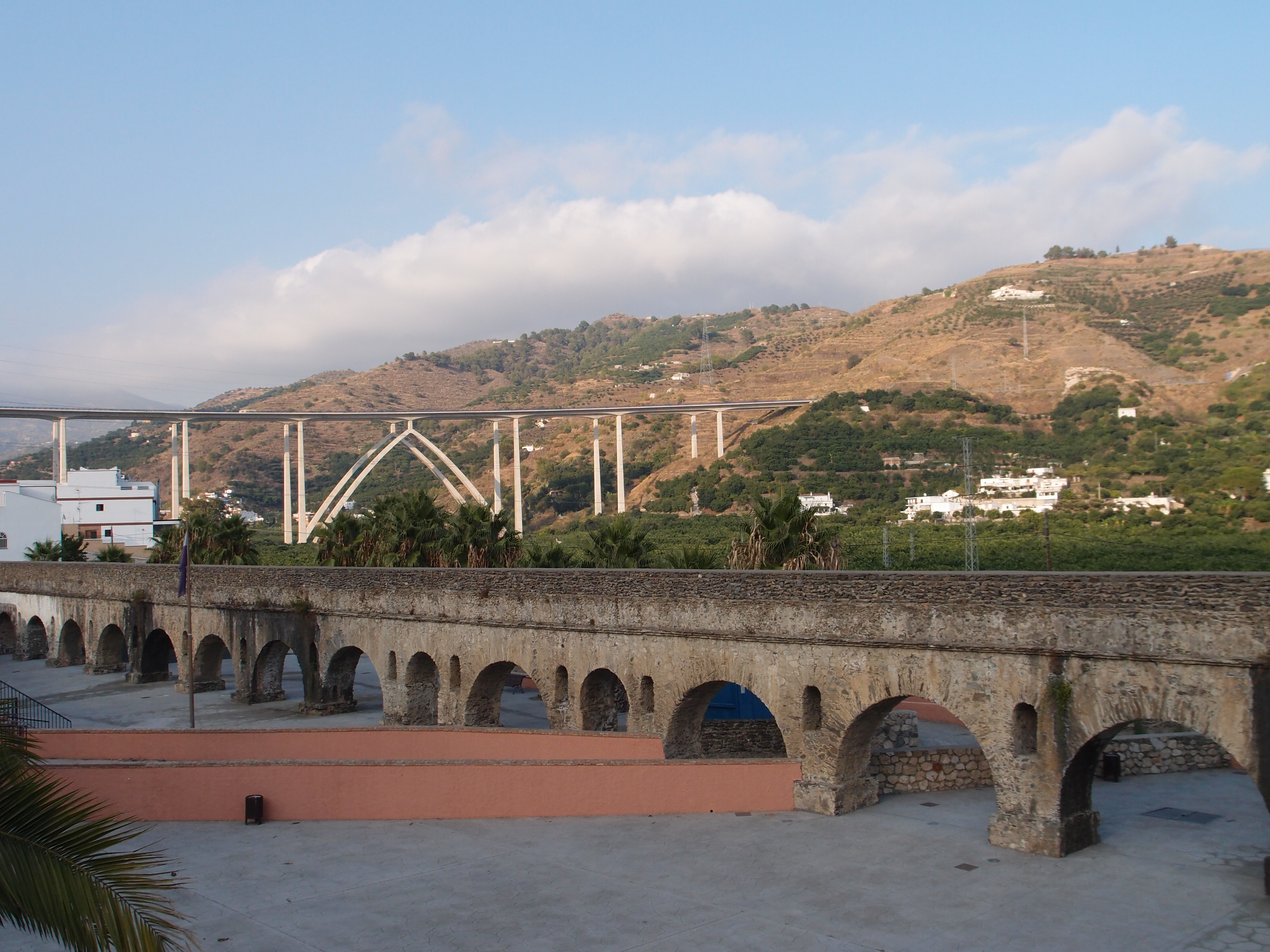
Tramo del acueducto en la pedanía de Torrecuevas
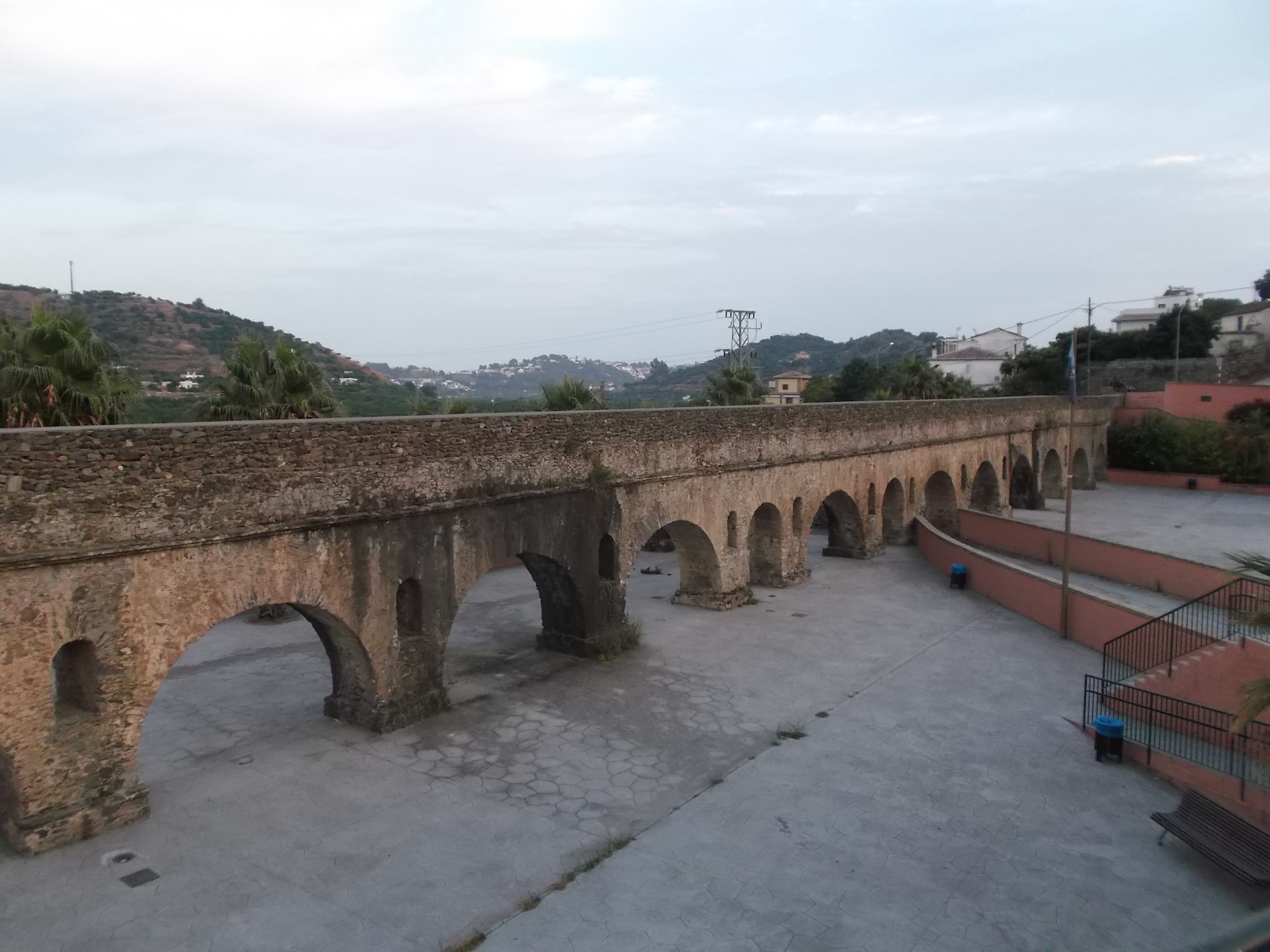
Tramo de Torrecuevas
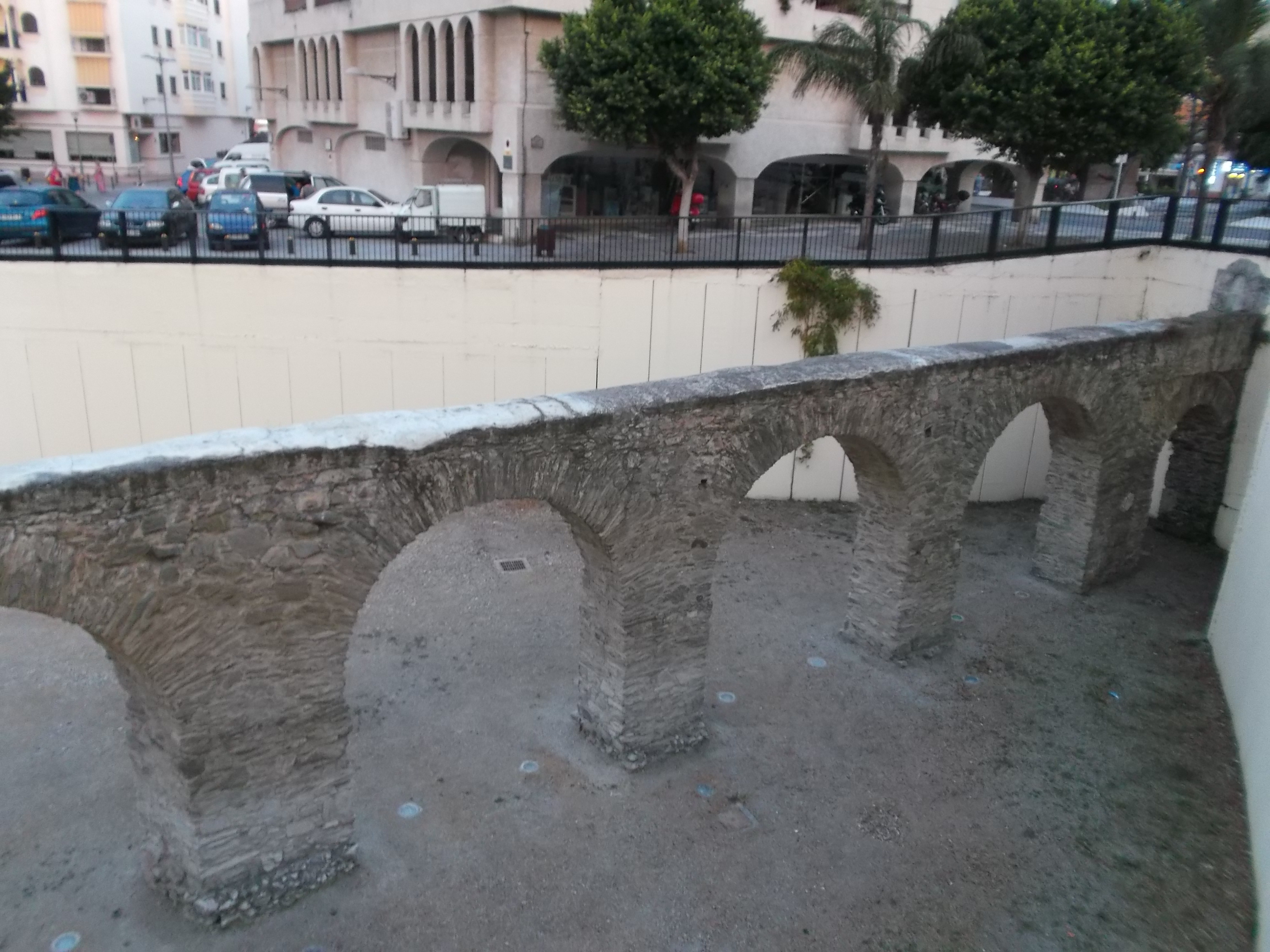
Tramo en el casco urbano de Almuñécar

## Historia
El primer estudio realizado sobre el trazado del acueducto es obra del ingeniero Carlos Fernández Casado, quien publicó en 1949 en el Archivo Español de Arqueología un artículo en el que describía y analizaba los restos conservados del mismo, apuntando ya la necesaria existencia de un sistema de sifón inverso para permitir que el agua salvara la vaguada que se extiende a los pies de las colinas sobre las cuales se asentó Almuñécar en época antigua.
Una segunda propuesta fue la presentada por Antonio Tovar Sabio y Tomás Camero Uclés como proyecto de fin de carrera en la década de los 80, bajo el título «Conducción romana de Sexi», donde se describen los restos conservados en ese momento del acueducto.
En el año 2000 vio la luz el último estudio sobre la conducción con una nueva propuesta de trazado, obra de Federico Molina Fajardo, arqueólogo municipal de Almuñécar durante dos décadas, y que recogió en su análisis los datos arrojados por las excavaciones llevadas a cabo en el municipio. Como nueva aportación se encuentra la excavación llevada a cabo en lo que tanto Torres Balbás como Fernández Casado identificaron con el castellum aquae, los restos conocidos como Cueva de los Siete Palacios; hipótesis que descartó al no aparecer rastro alguno de mortero hidráulico en la construcción. También describe los restos arqueológicos exhumados en las diferentes campañas de excavación realizadas en la zona de La Carrera, concretamente el venter del sifón, cuya existencia ya se apuntara en los cuarenta.

## Tramos

### Acueducto de Torrecuevas
Tramo superior del acueducto romano, con 130 metros de longitud, 17 arcos de luz normal y 2 de luz reducida a ambos extremos, realizado con mampostería de pizarra. La delimitación se amplía 300 metros hacia el sur para abarcar restos de canal que se encuentran bajo la carretera y dos pequeños tramos de arcadas. 
Ya en la pedanía de Torrecuevas se localiza el siguiente resto de specus, descubierto gracias a una excavación arqueológica llevada a cabo en junio de 2008 en un sitio conocido como El Convento; un tramo de 75 metros de canal abovedado de 1,00 metro de altura interna y entre 0,36 y 0,40 metros de anchura en la base.
Tras cruzar la carretera del Suspiro del Moro, el canal aparece elevado sobre el denominado Acueducto de Torrecuevas, arcuatio de 130 metros de longitud. A partir de esta construcción, la conducción discurre soterrada a través de tierras de cultivo y bajo edificaciones de reciente construcción a lo largo de casi todo su recorrido hasta el cambio de cuenca, apareciendo de forma puntual sobre un arco posiblemente reconstruido; un Salud; elevado sobre una obra de cuatro arcos en terrenos de Juan Salado y una spiramina de 4 metros de profundidad.

### Acueductos I, II y III
Hacia el sur se conocen tres tramos del acueducto romano. El AI tiene un solo cuerpo, con 4 arcos de luz normal y 2 pequeños. El AII consta de 9 arcadas normales y 2 reducidas. El tramo de más altura presenta tres arcos de refuerzo entre los pilares. El AIII está formado por dos cuerpos con 9 arcadas principales y dos reducidas. En la delimitación se incluyen restos pertenecientes a arquetas y sifones que jalonarían el acueducto a lo largo de su recorrido.

#### Primer tramo
Corresponde a la galería de captación del acueducto, cuyo punto final se localiza en la conocida como fuente de Los Granados, siendo sin embargo discutido su punto inicial.

#### Segundo tramo
Desde la dicha fuente de Los Granados, el agua pasa a discurrir en régimen de lámina libre por una acequia de nueva construcción que se supone reutiliza, al menos en parte, el trazado del acueducto de época romana.

#### Tercer tramo
El canal de factura romana aparece, a lo largo de unos 200 metros, en las cercanías de la finca de «Los Fonollá», coincidiendo con el inicio de un sector excavado en la roca de unos 30 metros de longitud. A lo largo de este primer sector, el canal abovedado muestra 0,40 metros de anchura en la base y una altura variable entre 0,80 y 1,00 metro medidos desde la solera hasta el intradós de la bóveda.